# Manfred Deckert

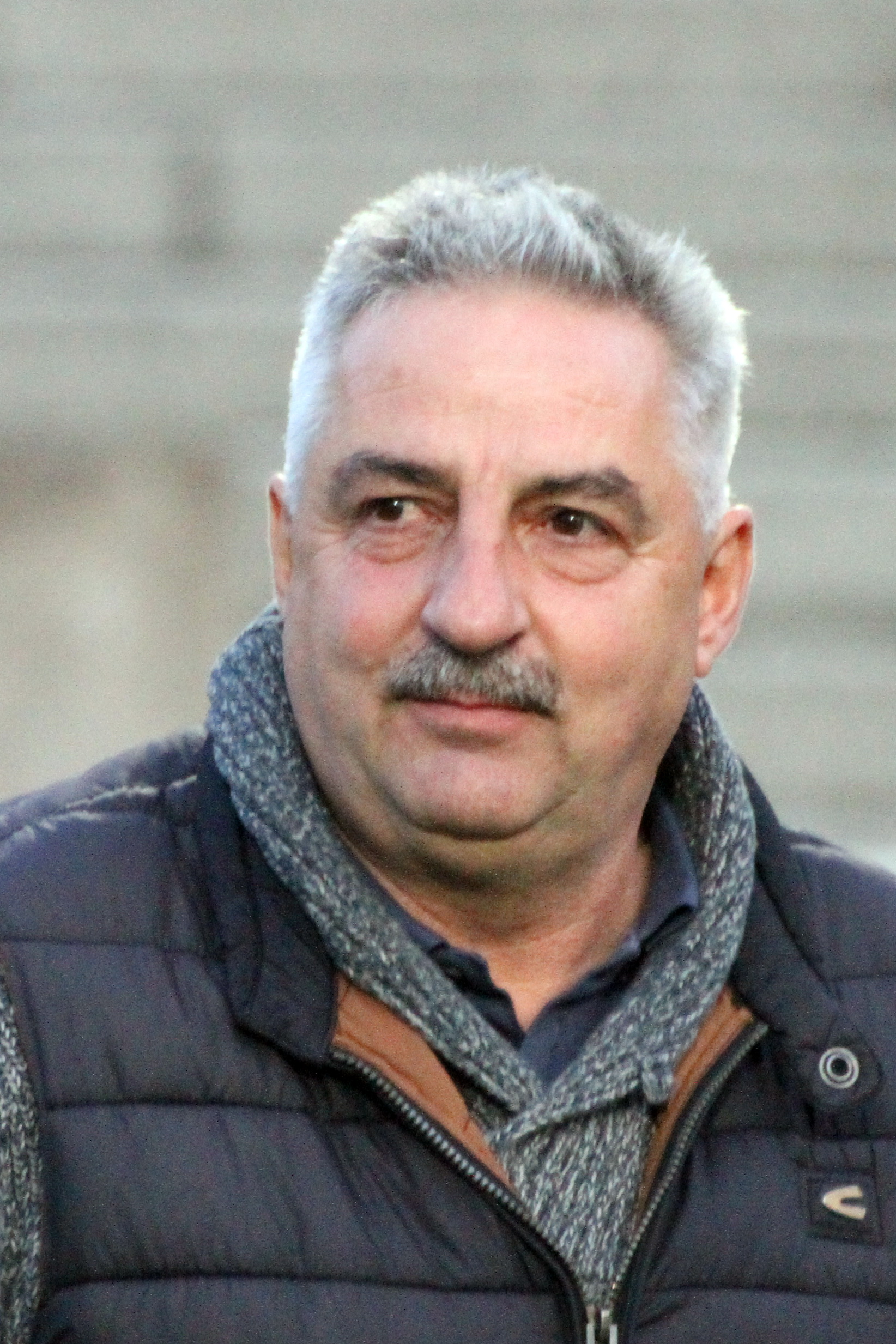
Manfred Deckert

Manfred Deckert, född 31 mars 1961 i Halle an der Saale, är en tysk före detta backhoppare och numera politiker och idrottsledare. Han tävlade för Östtyskland (DDR) och representerade SC Dynamo Klingenthal.

## Karriär
Manfred Deckert tillbragte delar av barndomen i Johanngeorgenstadt där han kom i kontakt med skidsport. Deckerts far var idrottslärare. Manfred Deckert var också elev vid Kinder- und Jugendsportschule i Klingenthal.
Deckert deltog vid de olympiska vinterspelen 1980 i Lake Placid i New York och vann där en silvermedalj i normalbacken i Intervale Ski Jump Complex. Han fick dela silvermedaljen med Hirokazu Yagi från Japan som slutade på exakt samma poängsumma. Toni Innauer från Österrike vann tävlingen 17,1 poäng före de två silvermedaljörerna. I stora backen blev Manfred Deckert nummer 20.
Under vintern 1981/1982 blev han totalsegrare i den tysk-österrikiska backhopparveckan. Han vann deltävlingen i Bergiselbacken i Innsbruck och fick andraplatser i Schattenbergbacken i Oberstdorf och i Große Olympiaschanze i Garmisch-Partenkirchen. Backhopparveckan är en del av världscupen och delsegern i bachopparveckan i Innsbruck 3 januari 1982 är hans första och enda seger i världscupen. Han har 10 placeringar bland de 10 bästa i deltävlingar i världscupen.
Manfred Deckert deltog i Skid VM 1982 i Holmenkollen i Oslo. Han blev nummer 8 i normalbacken (Midtstubakken) och nummer 45 i stora backen (Holmenkollbakken). I lagtävlingen blev Deckert tillsammans med det östtyska laget nummer fyra, 58,2 poäng bak de norska guldvinnarna och 10,5 poäng ifrån prispallen. Vid världsmästerskapen i nordisk skidsport 1985 vann Deckert en bronsmedalj som medlem i det östtyska laget, 32,2 poäng efter guldvinnarna från Finland och 25,7 poäng bak Österrike. I normalbacken, där landsmannen Jens Weissflog vann tävlingen, var han nära att vinna en ny bronsmedalj. Han var bara 1,8 poäng från bronsmedaljen. I stora backen blev han nummer 12.

## Senare karriär
Efter tiden som aktiv idrottare var han fram till 1990 tränare i SC Dynamo Klingenthal till klubben avvecklades. Sedan 2008 är Deckert borgmästare i staden Auerbach i Vogtlandkreis i Sachsen och ledamot för SPD-Fraktion (Sozialdemokratische Partei Deutschlands/Tysklands Socialdemokratiska Parti) i fullmäktige i länet Vogtlandkreis.